# Duistere Zijde
De Duistere Zijde is een term uit de Harry Potterboeken van J.K. Rowling. Onder de Duistere Zijde worden de tovenaars verstaan die zich bij Heer Voldemort, de aartsvijand van Harry Potter, of andere duistere tovenaars hebben aangesloten. Voldemort is de "boze tovenaar" uit de Potter boeken, hij is de personificatie van het Duister en wordt door zijn aanhangers dan ook doorgaans de Heer van het Duister genoemd.

## Wie kozen de Duistere Zijde?
Enkele namen van personages uit de Potterboeken die de zijde van de Duistere Zijde kozen:
- Morgana, de aartsvijand van Merlijn.
- Gellert Grindelwald en zijn volgelingen.
- Heer Voldemort, Marten Asmodom Vilijn, Hij Die Niet Genoemd Mag Worden, Jeweetwel
- Professor Krinkel
- De Reuzen tijdens de Eerste en de Tweede Tovenaarsoorlog.
- De Dementors tijdens de Tweede Tovenaarsoorlog.
- De Dooddoeners, de volgelingen van Voldemort. Enkele voorbeelden hiervan zijn:
  - Lucius Malfidus
  - Draco Malfidus
  - Bellatrix van Detta
  - Igor Karkarov
  - Peter Pippeling
  - Antonin Dolochov
  - Bartolomeus Krenck Jr.
  - Severus Sneep, liep later over naar de Orde van Feniks en spioneerde in het kamp van Voldemort voor Albus Perkamentus.